# Macraspis festiva
Macraspis festiva é uma espécie de besouro da família Scarabaeidae.